# La Libertad (Ecuador)
La Libertad è una città della Provincia di Santa Elena, in Ecuador, capoluogo dell'omonimo cantone.
La città si è formata tra la fine del XIX secolo e l'inizio del XX secolo con l'arrivo di piccoli gruppi di pescatori seguiti da gente proveniente da varie parti del paese e dall'estero (Cina, Giamaica, Inghilterra, Stati Uniti) per la possibilità di lavoro che poteva offrire la compagnia petrolifera Anglo Ecuadorian Oilfields, che convertì la cittadina nella capitale economica della provincia.